# Tony Hale
Anthony Russell Hale (sinh ngày 30 tháng 9 năm 1970) là nam diễn viên người Mỹ.

## Thời thơ ấu
Hale sinh ra tại West Point, New York. Mẹ anh là bà Rita (nhũ danh: Garnett) còn cha anh là ông Mike Hale. Hale lớn lên ở Tallahassee, Florida, nơi anh tham gia sân khấu kịch Young Actors Theatre với nhiều vở kịch và vai diễn khác nhau.

## Đời tư
Hale kết hôn với thợ trang điểm từng đoạt giải Emmy - Martel Thompson - vào ngày 24 tháng 5 năm 2003.

## Danh sách phim

### Điện ảnh
| Năm  | Tên phim                  | Vai diễn | Ghi chú    |
| ---- | ------------------------- | -------- | ---------- |
| 2023 | Những mảnh ghép cảm xúc 2 | Sợ Hãi   | Lồng tiếng |

### Phỏng vấn
- 2006 Video Interview Lưu trữ ngày 24 tháng 9 năm 2015 tại Wayback Machine at About.com
- Interview with Tony Hale at burnsidewriters.com